# Via del Palazzo dei Diavoli
Via del Palazzo dei Diavoli è una strada di Firenze nella zona dell'Isolotto (Quartiere 4 di Firenze).

## Storia
Dalla Carta topografica dei Contorni di Firenze di Federigo Fantozzi (1840) notiamo che dalla parte di ponente della città partivano due strade all'altezza del Ponte Sospeso: la via Pisana e l'attuale Via Bronzino. Due strade che attraversavano, in modo sinuoso, la pianura. 
Anticamente la via era conosciuta come Via della Querce, dall'omonima casa da signore dei Mannelli.
Nel XVIII secolo la strada fu rinominata Via di Mezzo e nel secolo seguente fu incorporata con l'attuale via Bronzino.
Solamente negli anni trenta assunse l'attuale nome. Nel 1951, con il nuovo piano regolatore, furono costruite nuove abitazioni.

## Edifici

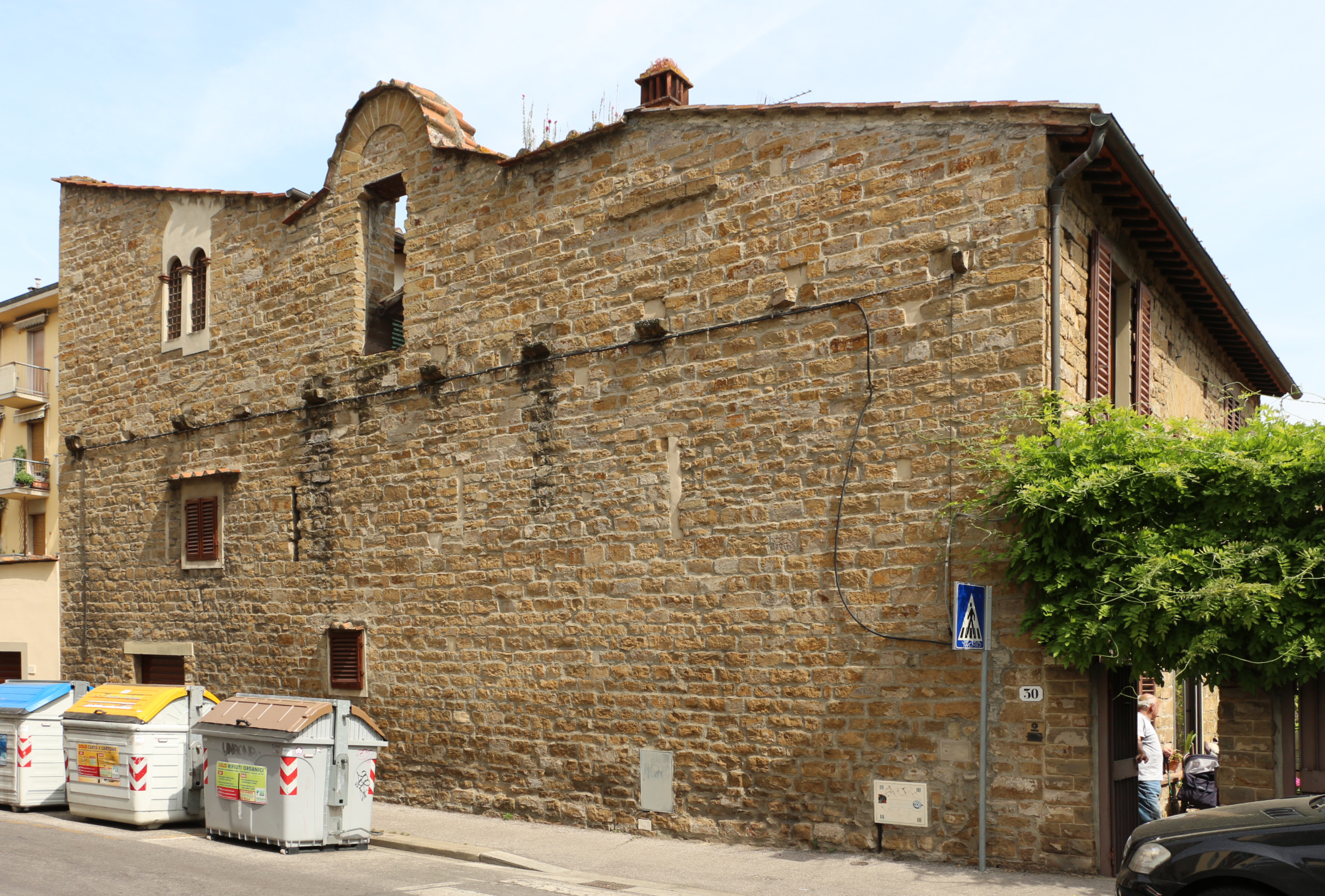
Il Palazzo dei Diavoli

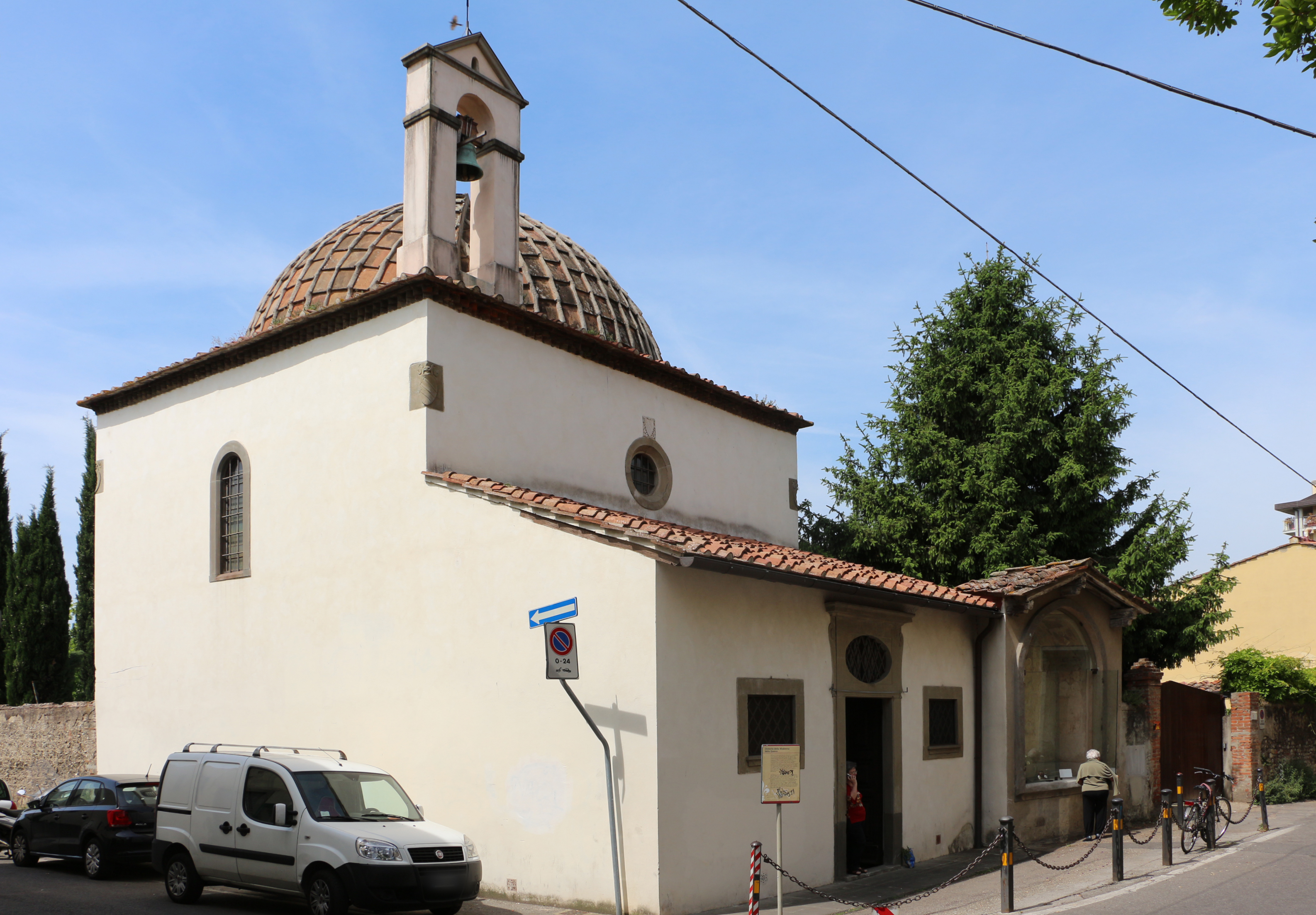
L'oratorio della Madonna della Querce

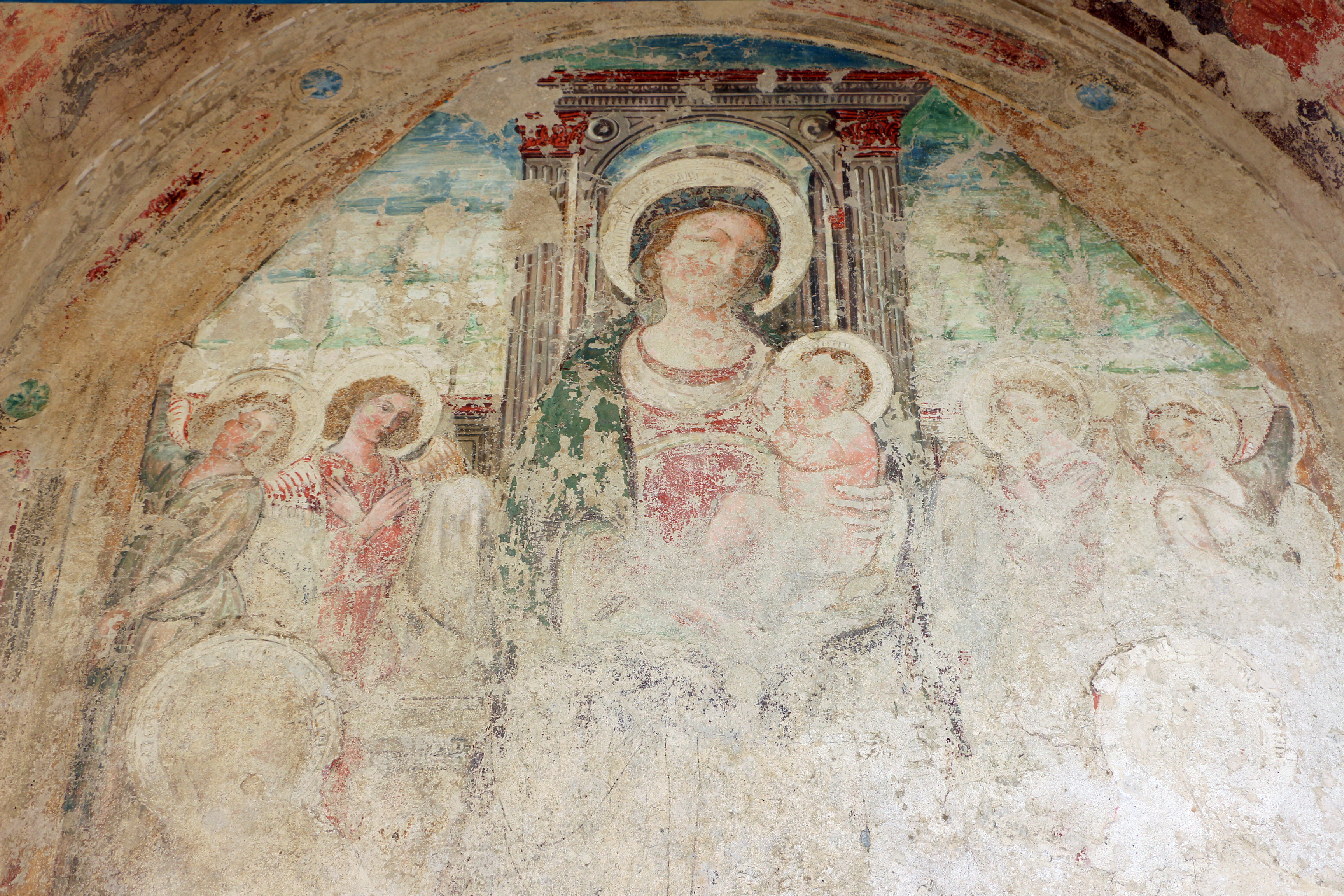
Il tabernacolo del Maestro di Signa

Lista parziale degli edifici presenti e scomparsi nella via in ordine cronologico:
- Palazzo dei Diavoli, numero civico 30: un palagio due-trecentesco.[2]

Fu acquistato dagli eredi di Albertaccio degli Alberti nel 1427 e rimase di loro proprietà fino alla fine del XVI secolo. 
- Villa Bonsi, numero civico 54: già dei Mannelli, il cui stemma è visibile sul portone in pietra serena, nel 1624 fu acquistata dai Susini; nel 1651 la comprarono i Baldesi e nel 1674 passò ai Buccetti. Nel catasto leopoldino la villa (mappale 620), una casa colonica con l'aia (mappale 621), l'orto e il terreno "lavorativo vitato" sono di proprietà di Lorenzo Bonsi Buccetti.
- Palagio o Le Corti[3](al numero civico 59): si tratta di un edificio costruito ai primi del XIV secolo per la famiglia Sapiti. Nel XVI secolo passò ai Ruspoli e nel 1648 entrò a far parte del patrimonio dei Tolomei-Gucci. Nel catasto leopoldino risulta di proprietà di Neri Tolomei Biffi Gucci ed è composta da case (mappali 648-649), corte (mappale 650) e terreno "lavorativo vitato" (mappali 647-651-652-653-654). Oggi ospita una Casa dello studente.
- Oratorio di Santa Maria della Querce (via Palazzo dei Diavoli, 65): fu edificata negli anni 1460 dai Mannelli. Nel catasto leopoldino la cappella è intestata ai Mannelli-Galilei. Venne restaurata nel 1898 per conto degli Antinori.
- Villa Guglielmi: risultava di proprietà di Marco Guglielmi e comprende una casa colonica (mappale 510), la casa (mappale 511), il giardino e il terreno lavorativo (mappali 508 e 509)
- Villa Silvestri: al catasto del 1832 apparteneva a Luigi Silvestri.
- Casa da lavoratore delle monache di S.Piero (scomparsa, si trovava nell'area dell'attuale  piazza Pompeo Batoni): una casa colonica che nel 1896 portava il nome di  Podere Mortuli.
- Proprietà Pancatichi Ximenes: via Torcicoda, lato sud: casa colonica.
- Villa delle Corti o  della Quercia  o  del Boschetto a Legnaia : scomparsa: era di proprietà dei Gucci-Tolomei, al suo interno era conservato un polittico raffigurante la Vergine col Bambino tra Angeli, Santi e Virtù, opera di Tommaso di Stefano detto Giottino, seguace del grande Giotto.
- Podere del Chiosso (attuale via Liberale da Verona), originariamente il podere lo possedette il monastero di Santa Felicita, per poi essere acquistato da Gaetano Chiari. Non più esistente.